# Gesehenvermerk
| Bedarfsplanung                           |
|                                          |
| Vorplanung Voruntersuchung               |
|                                          |
| Raumordnungsverfahren                    |
| Linienbestimmung                         |
| Entwurfsplanung Vorentwurf               |
| Gesehenvermerk                           |
| Genehmigungsplanung Feststellungsentwurf |
| Planfeststellungsverfahren               |
| Ausführungsplanung                       |

Der Gesehenvermerk ist ein wichtiger Bestandteil des Genehmigungsverfahrens für Straßenbauvorhaben in Deutschland. Er wird vom Bundesministerium für Digitales und Verkehr (BMDV) erteilt und bestätigt, dass die vorgelegten Entwurfsunterlagen die erforderlichen Prüfkriterien erfüllen sowie das Bauvorhaben auf der Grundlage dieser Unterlagen aus dem Straßenbauhaushalt finanziert werden kann.

## Hintergrund
Das BMDV hat die Verantwortung für die Planung der Bundesfernstraßen in Übereinstimmung mit den politischen und sachlichen Zielen des Bundes. Es stellt die finanziellen Mittel für den Bau und die Unterhaltung der Bundesfernstraßen bereit (siehe Artikel 104a Abs. 2 Grundgesetz (GG)) und muss sicherstellen, dass die Bauvorhaben wirtschaftlich und sparsam geplant werden (siehe § 7 Bundeshaushaltsordnung (BHO)). Die Entwurfsunterlagen werden im Rahmen der Auftragsverwaltung von den Ländern aufgestellt, geprüft und genehmigt. Dabei haben die Entwurfsverfasser (also die Länder) die Verantwortung für die Rechtmäßigkeit, Zweckmäßigkeit, Wirtschaftlichkeit und Sicherheit des Bauvorhabens. Mit dem abschließende Gesehenvermerk signalisiert das BMDV, dass keine Einwände gegen den Vorentwurf bestehen. Falls Änderungen erforderlich sind, werden diese als Maßgaben oder Vorbehalt zum Gesehenvermerk formuliert. Somit dient der Gesehenvermerk als Teil der rechtlichen und fachlichen Aufsicht des BMDV. Entwurfsunterlagen mit Gesehenvermerk werden auch als Teil der Haushaltsunterlage nach § 24 BHO anerkannt.

## Prüfkriterien
Der Gesehenvermerk beinhaltet die Beurteilung und Bewertung der vorgelegten Entwurfsunterlagen hinsichtlich verschiedener Kriterien. Dazu gehören die Übereinstimmung mit den verkehrspolitischen und sonstigen politischen Zielsetzungen des Bundes, die Einhaltung gesetzlicher Vorschriften und technischer Regelwerke, die Berücksichtigung spezieller Problemlösungen (z. B. technische Innovationen) und die Wirtschaftlichkeit und Sparsamkeit des Bauvorhabens. Insbesondere werden auch die Kostenbeteiligungen und die richtige Kostenabgrenzung geprüft.

## Unterlagen
Die Unterlagen zum Gesehenvermerk umfassen in der Regel einen Auszug aus dem Vorentwurf. Nach den Richtlinien zum Planungsprozess und für die einheitliche Gestaltung von Entwurfsunterlagen im Straßenbau (kurz RE) sind folgende Unterlagen vorzulegen:
- Teil A – Vorhabensbeschreibung
  - Erläuterungsbericht
- Teil B – Planteil
  - Übersichtskarte
  - Übersichtslageplan
  - Übersichtshöhenplan
  - Lageplan
  - Höhenplan
  - Lageplan der Immissionsschutzmaßnahmen (wenn nicht bereits im Lageplan dargestellt)
  - Landschaftspflegerische Maßnahmen
    - Maßnahmenübersichtsplan
    - Maßnahmenplan
    - Maßnahmenblätter
    - tabellarische Gegenüberstellung von Eingriff und Kompensation (wenn nicht bereits im Erläuterungsbericht enthalten)

  - Widmung/Umstufung/Einziehung
  - Kostenermittlung
- Teil C – Untersuchungen, weitere Pläne, Skizzen
  - Bauwerksskizzen für vorlagepflichtige Bauwerke
  - Immissionstechnische Untersuchungen
    - Erläuterungen (einschließlich Ergebnistabellen)